# Very
Very és el setè disc (el cinquè de material nou) del grup anglès de pop electrònic Pet Shop Boys, format per Neil Tennant i Chris Lowe. Va aparèixer al mes de setembre de 1993.
Després de les col·laboracions amb el grup Electronic de Bernard Sumner i Johnny Marr, els Pet Shop Boys tornaren a l'activitat l'any 1992. Com a reacció al caràcter melancòlic i intimista del disc anterior, Behaviour, Very és molt més animat i ballable, i les seves cançons mostren una gran varietat d'arranjaments, sovint inspirats en els sons de la música dance, com es pot comprovar a «I wouldn't normally do this kind of thing», «Yesterday, when I was mad» o «One in a million». Per primera vegada, a més, els PSB van ser productors de tot el disc, amb col·laboracions addicionals de Stephen Hague i del grup Brothers in Rhythm.
El disc inclou una versió de la cançó «Go West», popularitzat anys enrere pel grup de música disco Village People, i que en aquesta ocasió també significà un gran èxit. La lletra constitueix un cant en favor de la tolerància envers el col·lectiu homosexual. De fet, el cantant Neil Tennant havia admès públicament la seva pròpia homosexualitat a una intervista amb la revista Attude l'agost de 1994. A més del comentat «Go West», algunes altres cançons contenen també una temàtica gai, com «Can you forgive her?» o «To speak is a sin». La cançó «Go West» inclou una secció interna i a més, una cançó oculta a partir del minut 7,07 de la pista, amb el títol «Postscript», ambdues escrites pels Pet Shop Boys.
L'any 1994 s'edità una versió doble de Very amb un segon disc anomenat Relentless amb sis cançons instrumentals, de caràcter més experimental. El disseny de la portada també és destacable: el disc ve empaquetat en una capsa de plàstic rectangular de color taronja amb petits bonys en relleu, que conté el llibret a l'interior.
L'àlbum fou reeditat altra vegada el 2001, novament amb format doble i s'hi va incorporar un segon disc amb cançons inèdites, cares B i remescles. Aquest segon CD va rebre el títol de Further Listening 1992-1994.

## Cançons

### CDPCSD 143
1. Can you forgive her? - 3,53
2. I wouldn't normally do this kind of thing - 3,03
3. Liberation - 4,05
4. A different point of view - 3,26
5. Dreaming of the Queen - 4,19
6. Yesterday, when I was mad - 3,55
7. The Theatre - 5,10
8. One and one make five - 3,30
9. To speak is a sin - 4,45
10. Young offender - 4,49
11. One in a million - 3,53
12. Go West (Morali/Belolo/Willis) - 8,21

### Relentless
1. My head is spinning – 6,33
2. Forever in love – 6,19
3. KDX 125 – 6,25
4. We came from outer space – 5,24
5. The man who has everything – 6,01
6. One thing leads to another – 6,24

### Further Listening 1992-1994
1. Go West (1992 12» mix) – 9,09
2. Forever in Love – 5,44
3. Confidential (maqueta per a Tina) – 4,47
4. Hey, Headmaster – 3,06
5. Shameless – 5,04
6. Too Many People – 4,25
7. I Wouldn't Normally Do This Kind of Thing (7" version) – 4,45
8. Violence (Haçienda version) – 5,00
9. Falling (maqueta per a Kylie) – 4,38
10. Decadence – 3,55
11. If Love Were All – 3,00
12. Absolutely Fabulous (7» version) – 3,46
13. Euroboy – 4,30
14. Some speculation – 6,34
15. Yesterday, when I was mad (7" version) – 4,01
16. Girls & Boys (live in Rio) – 4,55

- Cançons escrites per Chris Lowe i Neil Tennant, excepte on s'especifiqui una altra cosa.

## Senzills
1. Can you forgive her? / Hey, headmaster (1 de juny de 1993).
2. Go West / Shameless (6 de setembre de 1993).
3. I wouldn't normally do this kind of thing / Too many people (29 de novembre de 1993).
4. Liberation / Decadence (4 d'abril de 1994).
5. Yesterday, when I was mad / Some speculation (29 d'agost de 1994).

## Dades
- Disc produït pels Pet Shop Boys. Producció addicional: Stephen Hague. Producció addicional a «Go West»: Brothers in Rhythm i mesclat per Stephen Hague i Mike «Spike» Drake.
- Enginyers de so: Bob Kraushaar i Pete Gleadall.
- Enginyers assistents: Sam Hardaker, Richard Lowe, Howard Bargroff i Robin Barclay.
- Veus enregistrades per Bob Kraushaar.
- Programacions: Pete Gleadall.
- Orquestra a «Liberation», «Dreaming of the Queen» i «The Theatre» arranjada i dirigida per Anne Dudley.
- Secció d'instruments de metall a «Go West»: Phil Todd, Chris Davis, John Barclay, John Thirkell i Mark Nightingale.
- Arranjaments de metall i cor a «Go West»: Richard Niles.
- Guitarra a «Liberation» i «Go West»: J.J. Belle.
- Percussió a «Dreaming of the Queen»: Frank Ricotti.
- Arranjaments addicionals de teclats a «Go West»: Richard Niles.
- Veus addicionals a «The Theatre», «One and one make five», «One in a million» i «Go West»: Sylvia Mason-James.
- Veus addicionals a «One and one make five»: Dainton Connell.
- Veus addicionals a «To speak is a sin»: Carol Kenyon.
- Veus addicionals a «Young offender»: Carol Kenyon, Katie Kissoon i Tessa Niles.
- Enregistrat als estudis Sarm West (Londres).
- Orquestra enregistrada als estudis Angel Studios (Londres).
- Cor a «Go West» enregistrat als estudis The Power Station (Nova York).
- Mesclat a Rak Studios (Londres).
- Masteritzat per Bob Ludwig a Gateway Mastering, Maine, EUA.
- Coristes a «The Theatre»: Johanna Wyatt, Thomas Rogers, Laurie Smith, Jody Smith, Nigel Francis, Francis Haston, Lee Harris, Lucy Clark, Marie-Claire Peterson, Victoria Ferher.
- Coristes a «Go West»: Scott Altman, James Bassi, Hugh Berberich, Rodne Brown, Maurizio Corbino, Martin Boner, Dan Egan, James Gandre, Paul Houghtaling, Michael Hume, Robert Kuehn, Drew Martin, Joseph Nelson Neal, Mark Rehnstrom, Steven Tachell, Frank Nemhauser.
- Disseny gràfic: Farrow/PSB.
- Fotografies: Chris Nash.
- Vestits i muntatges: David Fielding.
- Concepte i disseny original del CD: Pentagram.